# Franco Brogi Taviani
Franco Taviani, conosciuto come Franco Brogi Taviani (Firenze, 20 novembre 1941), è un regista, sceneggiatore e scrittore italiano.

## Biografia
Collabora nei suoi primi anni di apprendistato artistico-professionale con i fratelli maggiori Paolo e Vittorio nelle vesti di aiuto-regista e montatore. Esordisce a metà degli anni ‘60 come regista teatrale: costituisce una sua compagnia di prosa Il Gruppo Nuovo" con la quale gira l'Italia, per alcune stagioni, rappresentando Sartre, Pirandello, Brecht.

### Cinema e televisione
Per il piccolo schermo ha scritto e diretto il film La sostituzione (1970), selezionato al Festival di Pesaro. Nel 1980 per il cinema ha scritto, diretto e prodotto il film Masoch che entra a far parte della selezione ufficiale del Festival di Venezia e di New York e viene invitato a numerosi altri festival internazionali: Montréal, Los Angeles, San Francisco, Orleans. Nel 1989 per il grande e piccolo schermo ha scritto e diretto Modì - Vita di Amedeo Modigliani, quattro ore televisive per la Rai, trasmesse da Rai 2 e da Canal+, da cui è stato tratto il film Modì per le sale cinematografiche francesi.
Nel 2007 ha scritto e diretto Forse Dio è malato, uscito nelle sale Italiane, vincitore del Festival Internazionale del Cinema dei Diritti Umani di Buenos Aires nel 2008. Il film è stato inoltre invitato a rappresentare il cinema occidentale al Asian Film Festival a Pusan, in Corea, ha fatto parte della selezione ufficiale al Festival del Cinema Europeo di Segovia, in Spagna, e del festival del Cinema dei Diritti Umani, a Palma de Maiorca, in Spagna.
Nel 2010 ha scritto e diretto Italiani all'opera! - Gli italiani in Argentina, docu-drama sull'emigrazione italiana in Argentina, che ha partecipato al Torino Film Festival (2011), alla Mostra Internazionale del Cinema di San Paolo del Brasile, alla Mostra del Cinema Italiano in Montenegro e a Rai story  (dicembre 2011).
Nel 2013 ha scritto e diretto il film Gli sconosciuti invitato al Festival del Cinema Italiano di San Paolo nel 2013.
Come documentarista ha al suo attivo almeno un centinaio di titoli. Come regista di documentari a sfondo sociale e d'arte ha vinto un Nastro d'argento, una Osella d'argento alla Mostra internazionale d'arte cinematografica di Venezia, il 1º premio di categoria al Festival di Salerno (per due volte), il 1º premio del Festival Internazionale di Rio della Plata.
Scrittore di sceneggiature per il cinema (premio Solinas 2003) e per la televisione. 

### Narrativa
Come scrittore di narrativa ha pubblicato Il Tesoro, (Marsilio, 2006), - Premio della Giuria dei Ragazzi Concorso Nazionale di Narrativa "Nati 2 volte", Porte Segrete (Gremese 2015), Le Ricorrenze (La Lepre edizioni 2022) - Finalista XIV edizione Premio Letterario Nazionale Nicola Zingarelli

### Pubblicità
Come regista di film di immagine e comunicazione, anch'essi premiati in tutto il mondo, opera per grandi aziende ed istituzioni nazionali ed europee, fra cui Agip Petroli, Alitalia, Deutsche Bank, Enel, Enit, Ferrovie dello stato, Fiat auto, Gruppo Pesenti, Ministero degli esteri, Ministero della sanità, Ministero dei trasporti, Presidenza del Consiglio dei ministri, Inpdap, Iveco, Olivetti, ONU.
Come regista pubblicitario (tra i suoi spot le marche dei prodotti italiani e internazionali più note) ha lavorato anche in Grecia, Germania e Brasile. Tra i numerosi premi del settore anche un Leone d'Argento a Cannes e un Carosello d'Oro a Roma.
Ha ideato e realizzato per due anni consecutivi la campagna immagine della casa di moda Nazareno Gabrielli. Opera inoltre come libero professionista, consulente d'immagine e regista, al servizio di aziende e istituzioni.

### Docenze
Ha svolto seminari sulla comunicazione e sulla regia cinematografica e televisiva in Italia, in Europa, in Canada e in Argentina. Più recentemente in Brasile (Università di San Paolo - USP e FAAP - Florianopolis, Brasilia, Riberao Preto, Belo Horizonte).
Insegna ed ha insegnato (corso filmmaker per laureati Dams) all'ACT Multimedia di Cinecittà e allo IED (Istituto europeo di design, con cui ha prodotto il film Gli sconosciuti), alla University of the West Indies (UWI) delle Barbados, all'Accademia degli Artisti di Roma (corso recitazione) e alla Scuola Bracco di Roma (recitazione).

## Regista e sceneggiatore

### Cinema

#### Documentari
- Vecchio e nuovo nelle campagne – cortometraggio (1964)
- Deserto di uomini – cortometraggio (1965)
- Malato 41 – cortometraggio (1967) - vincitore del Nastro d'argento
- Conoscere una scuola – cortometraggio (1967)
- Dal nord al sud per il Vietnam – cortometraggio (1968)
- Italia allo specchio: Campania – cortometraggio (1968)
- TC 600 – cortometraggio (1968)
- Lettura dei documenti: il sistema CMC 7 – cortometraggio (1969)
- Un calcolatore, dei ragazzi – cortometraggio (1969) - vincitore Osella d'argento al Festival di Venezia
- La scoperta della logica (1970)
- Ottantamila particolari (1975)
- Da Sole a Sole (1978)
- Alitalia: uno stile nel volo (1987)
- Immagini dalla Cina (1987)
- Dare veramente (1987)
- L'Italia delle maraviglie (1991) – vincitore Rassegna Nazionale Film Selezione
- Roma dodici Novembre 1994 – cortometraggio (1995)
- Adiosu, diga addio (1998)
- Carlo Levi, la pittura dell'esilio – cortometraggio (2001)
- Cibi e sapori della Basilicata (2001)
- Necropoli vaticana: luce e restauro – cortometraggio (2001)
- Tra le bianche argille (2001)
- L'Aglianico del Vulture. (2001)
- Un fallito di successo. Incontro con Ennio De Concini – mediometraggio (2002)
- Da inpdap a inpdap (2002)
- The bridge of dialogue (2003)
- Una strana vacanza – mediometraggio (2005)
- Forse Dio è malato – docufiction (2007) - vincitore del Festival of cinema of Human Rights di Buenos Aires
- Italiani all'opera! - Gli italiani in Argentina – docufiction (2011)
- Storia di Jela, divenuta Regina (2013)
- Perché voglio fare l'attore – mediometraggio (2013)
- Frammenti da un laboratorio di Cinema (2017)[1]
- 1969 - l'Italia vista dalla luna (2019)

#### Lungometraggi di finzione
- Masoch (1980)
- Modì (1990)
- Gli sconosciuti (2012)
- Asso di cuori prigioniero (2016)

### Televisione
- La sostituzione – film TV (1970)
- Modì - Vita di Amedeo Modigliani – serie TV (1989)
- Come le foglie – film TV (2010)

### Web-series
- Attori si nasce (2011)

## Sceneggiatore
- L'isola del ritorno, regia di Marijan David Vajda – film TV (2000)
- La sostituzione – film TV (1970
- Masoch (1980)
- Modì (1990)
- Forse Dio è malato – docufiction (2007) - vincitore del Festival of cinema of Human Rights di Buenos Aires
- Italiani all'opera! - Gli italiani in Argentina – docufiction (2011)
- Gli sconosciuti (2012)
- Asso di cuori prigioniero (2016)

## Premi
- 1º Premio Festival del Cinema dei Diritti Umani - Buenos Aires
- 1º Premio al Festival Internazionale dei Pirenei
- 2º Premio al Festival Turistico Nazionale
- 3º Premio al Festival Internazionale di Montecarlo
- 1º Premio Atomo d'oro per il documentario industriale al Festival Genti e Paesi
- 1º Premio al Festival Internazionale di Varna (Bulgaria)
- Premio Solinas per sceneggiatura inedita
- Nastro d'argento
- Premio Osella d'argento alla Mostra internazionale d'arte cinematografica di Venezia
- 1º Premio al Festival del Documentario Turistico di Mar della Plata
- Carosello d'Oro
- Leone d'Argento al Festival di Cannes di pubblicità